# Zephyranthes versicolor
Zephyranthes versicolor là một loài thực vật có hoa trong họ Amaryllidaceae. Loài này được (Herb.) G.Nicholson miêu tả khoa học đầu tiên năm 1885.

## Hình ảnh

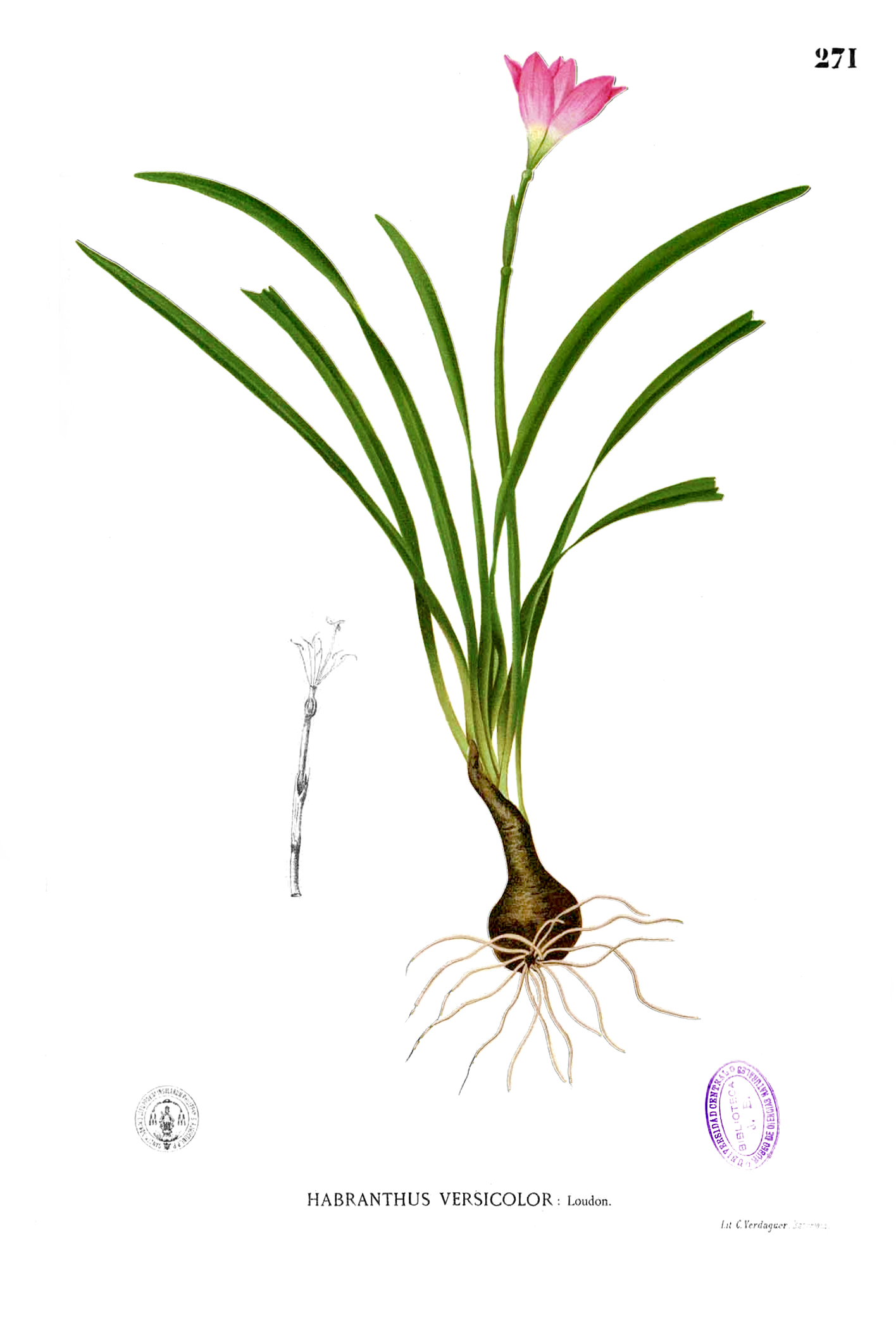
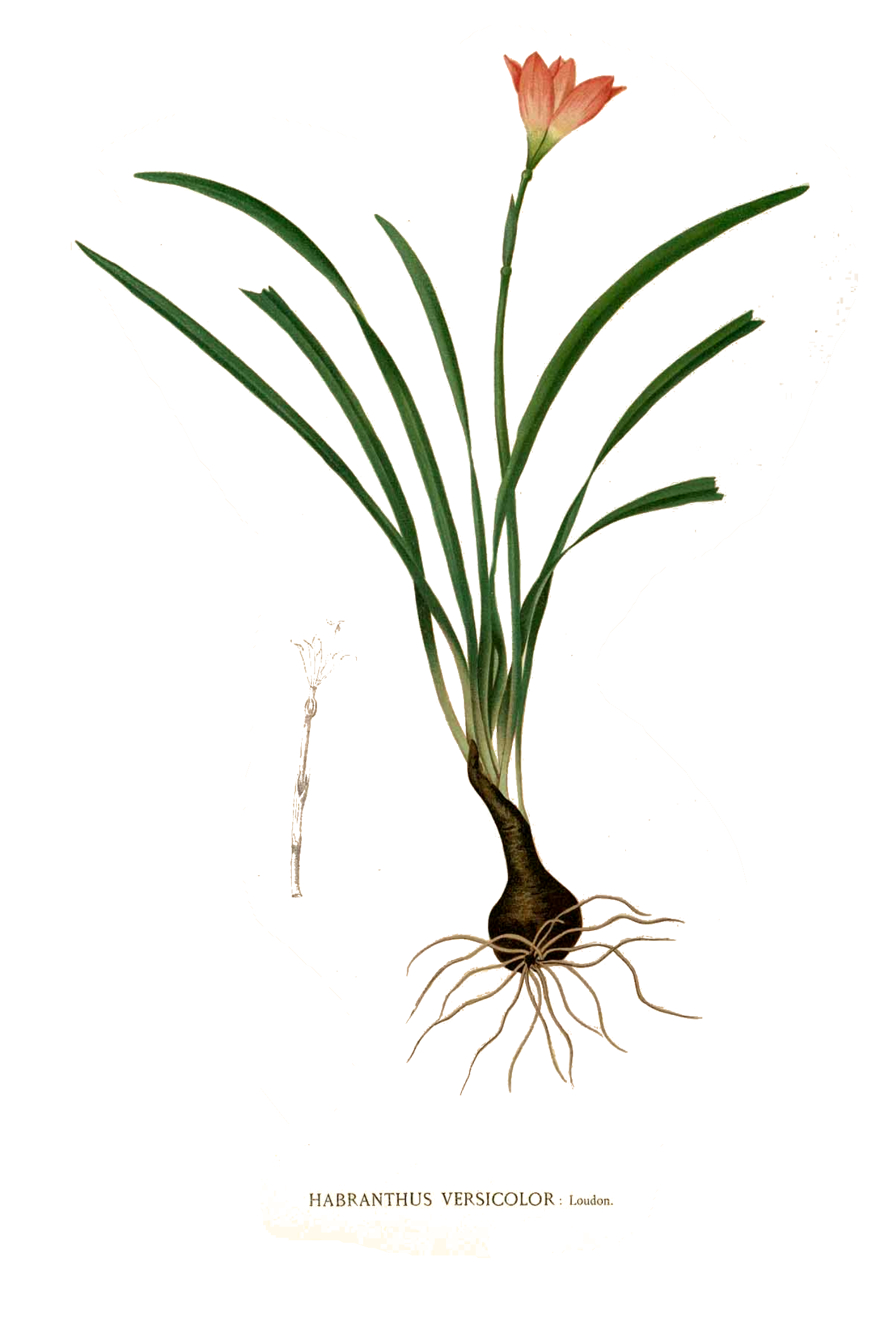
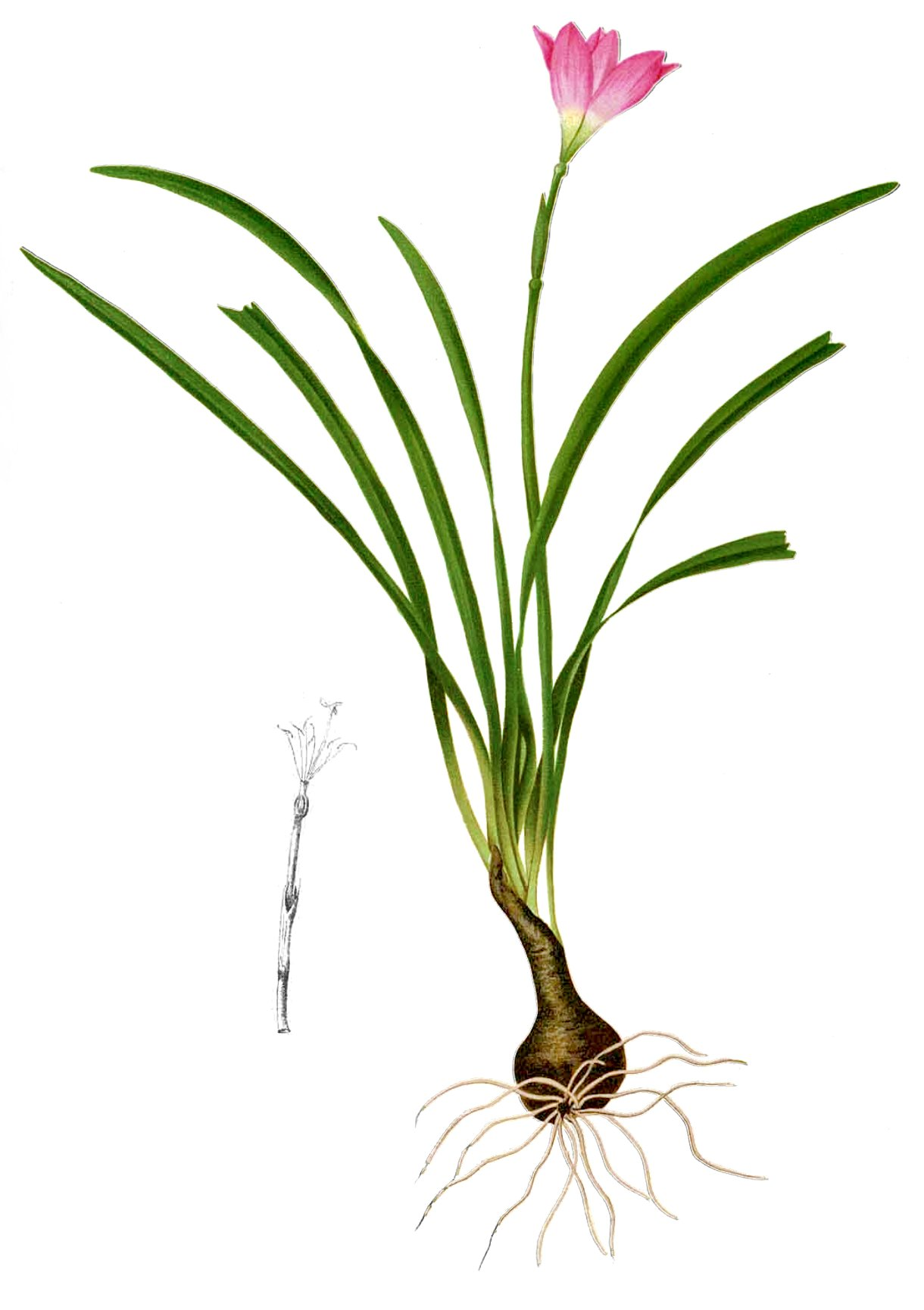
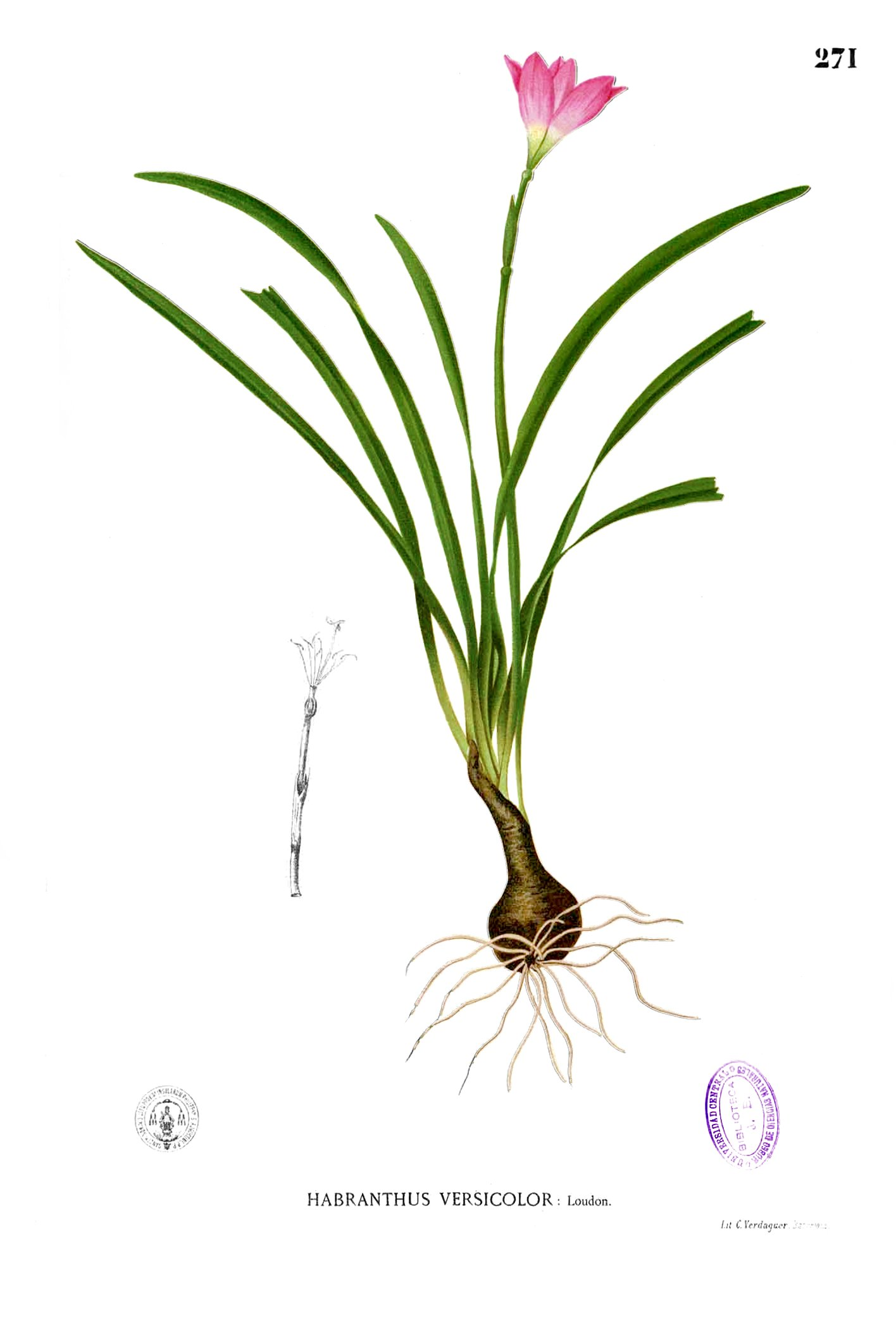